# Have Love, Will Travel
Have Love, Will Travel est une chanson écrite et composée par le chanteur américain de rhythm and blues Richard Berry. Enregistrée par Richard Berry and the Pharaohs, elle est sortie en single en novembre 1959 sur le label Flip Records.
Elle est notamment reprise en 1965 par le groupe de rock américain The Sonics sur l'album Here Are the Sonics. Cette version, à la sonorité agressive, est typique du genre garage rock, tout récent à l'époque, et participe à son émergence.
Devenu un classique du garage rock, le morceau a été interprété par de nombreux artistes.

## Autres reprises
Parmi les artistes ayant repris la chanson, on peut citer:
- 1964 - Paul Revere and the Raiders, en face B du single Louie, Go Home.
- 1983 - The Nomads, sur l'album The Rebel Kind.
- 1987 - Stiv Bators, en face B du single Story in Your Eyes.
- 1988 - Crazyhead, sur l'album Desert Orchid et le EP Have Love Will Travel classé 68e dans les charts britanniques[5].
- 1988 - Bruce Springsteen, sur scène lors de la tournée Tunnel of Love Express[6].
- 1992 - Thee Headcoatees, sur l'album Have Love Will Travel.
- 2003 - The Black Keys sur l'album Thickfreakness, le EP The Moan, et en single classé 77e au Royaume-Uni[5].
- 2003 - Jim Belushi et Dan Aykroyd, sur l'album Have Love Will Travel - Big Men Big Music.
- 2009 - The Vibrators, sur l'album Garage Punk.
- 2011 - Johnny Diesel, en single.
- 2020 - The Jaded Hearts Club sur le premier album du supergroupe.